# Hasdrubal Barkas
Hasdrubal Barkas (kolem 244 př. n. l. – 207 př. n. l.) byl kartaginský vojevůdce, pocházející z rodu Barkovců. Jeho starší bratr Hannibal ho v roce 218 př. n. l. pověřil velením nad punským vojskem v Ibérii. Po vypuknutí druhé punské války bránil kartaginskou doménu v této zemi před Římany, vedenými bratry Gnaeem a Publiem Scipionovými. V roce 211 př. n. l. se podílel na jejich porážce v bitvě na horní Baetis. O tři roky později podlehl stejnojmennému synovi Publia Cornelia Scipiona, načež vytáhl do Itálie za Hannibalem. Římané mu ale zabránili spojit se s ním, když ho porazili v bitvě u Metauru, v níž nalezl smrt.

## Život

### Mládí
Hasdrubal se narodil kolem roku 244 př. n. l. jako syn Hamilkara Barky, zakladatele rodu Barkovců. Jeho otec se proslavil jako velitel kartaginského vojska na Sicílii v závěru první punské války a během žoldnéřské války v severní Africe. O Hasdrubalově dětství a mládí toho není mnoho známo. Zhruba ve věku deseti let přicestoval za otcem do Ibérie, kde Hamilkar vedl výboje s cílem vytvořit novou kartaginskou zámořskou říši. Hasdrubal a jeho starší bratr Hannibal doprovázeli svého otce koncem roku 229 př. n. l. při tažení proti místním iberským kmenům. Během obléhání města Helice (dnešní Elche) upadl Hamilkar do léčky, přičemž obětoval svůj život, aby zachránil své syny.

### Vrchní velitel v Ibérii
Prameny se o Hasdrubalovi znovu zmiňují v souvislosti s vypuknutím druhé punské války v roce 218 př. n. l. Na jaře toho roku Hannibal, připravující se na tažení do Itálie, pověřil Hasdrubala vrchním velením v Ibérii. Přidělil mu 15 000 mužů a 21 válečných slonů. V Hispánii zanechal rovněž loďstvo sestávající z 50 quinquerem (z nich jen 32 bylo plně osazených) a několika menších lodí. V případě potřeby mohl Hasdrubal své vojsko doplnit o bojovníky z řad spojeneckých hispánských kmenů. Po Hannibalově odchodu měl zajišťovat přísun čerstvých posil svému bratrovi a v příhodný okamžik se k němu měl v Itálii připojit.
Ve druhé polovině roku 218 př. n. l. se ve městě Emporion (Empúries) na severovýchodě Ibérie vylodily římské legie vedené Gnaeem Corneliem Scipionem. Nedlouho nato zvítězil Scipio nad zdejším kartaginským velitelem Hannonem v bitvě u Kissy a podrobil si pobřežní pás území mezi pohořím Pyreneje a řekou Hiberus (Ebro). Hasdrubal překročil Hiberus, avšak nestihl přijít Hannonovi včas na pomoc. Jakmile se dozvěděl o jeho porážce, vybral ze svého vojska asi 8000 pěšáků a 1000 jezdců a zamířil s nimi k moři. Nedaleko města Tarraco (Tarragona) narazil na rozptýlené římské námořníky, mnohé z nich pobil a ostatní zahnal na lodě. Potom se stáhl za Hiberus a vydal se přezimovat do Nového Kartága (Cartagena), hlavního města punské Ibérie.
Přítomnost Římanů na severovýchodě Iberského poloostrova představovala značnou překážku pro zásobování Hannibala, válčícího proti nim v Itálii. Hasdrubal připravil proto v zimě 30 lodí, které obdržel od bratra, a vystrojil 10 dalších. Na počátku léta 217 př. n. l. vyplulo punské loďstvo z Nového Kartága na sever. Doprovázelo ho pozemní vojsko v čele s Hasdrubalem, postupujícím podél pobřeží. Velikost jeho armády odradila Scipiona od svedení bitvy na pevnině. Místo toho vyslal proti kartaginským lodím 35 quinquerem, z nichž některé patřily římskému spojenci Massilii (Marseille). Římské loďstvo následně překvapivým útokem rozdrtilo Puny kotvící u ústí Hiberu a ukořistilo 25 nepřátelských lodí. Hasdrubal a jeho vojáci, seřazení na břehu, mohli jenom bezmocně přihlížet porážce své flotily. Nezdar na moři přiměl punského vojevůdce upustit od výpravy a stáhnout se na jih. Zanedlouho musel čelit povstání Keltiberů, sídlících v centrální části Ibérie, kteří využili slábnoucí autority Kartáginců a napadli jejich území. V závěru téhož roku připluly do Tarracony římské posily, přivedené Publiem Corneliem Scipionem, mladším bratrem Gnaea Scipiona.
V dalším roce obdržel Hasdrubal 4000 pěšáků a 500 jezdců z Afriky. Když se chystal vypravit proti Římanům, vzbouřil se proti němu v jihozápadní Ibérii jeden z místních kmenů. Zbytek roku 216 př. n. l. strávil potlačováním tohoto povstání, propuknuvším v samém srdci punské domény.
Poté, co Hannibal uštědřil Římanům sérii drtivých porážek završených bitvou u Kann, kartaginský senát nařídil Hasdrubalovi, aby se vydal za bratrem do Itálie. Hasdrubal se zdráhal odejít a upozorňoval na nebezpečí odpadnutí hispánských kmenů k Římanům. V reakci na to vyslala kartaginská vláda do Ibérie nové vojsko a loďstvo pod velením Himilcona. Hasdrubal naplnil svoji válečnou pokladnici platbami od Hispánů, naverboval keltské žoldnéře a v roce 215 př. n. l. zahájil postup směrem na sever. Ve snaze zmařit jeho úmysl spojili bratři Scipionové své síly a oblehli propunské město Hiberu (Tortosa), nacházející se poblíž stejnojmenné řeky. Kartaginský vojevůdce se nepokusil Hiberu vysvobodit, nýbrž přitáhl k jinému městu, jež nedávno přešlo na stranu Římanů. Tím přiměl římské velitele zanechat obléhání a obrátit se přímo proti němu.
V nastalé bitvě u Hiberu chtěl Hasdrubal vylákat římské pěšáky ve středu nepřátelského bitevního šiku a obklíčit je svým jezdectvem a pěchotou na křídlech podobně, jako to provedl Hannibal u Kann. Jeho záměr se mu ale nepodařilo uskutečnit a utrpěl zdrcující prohru. Podle Livia unikl z boje jen s hrstkou bojovníků a od tažení do Itálie musel upustit. V důsledku toho dorazil ještě v témže roce do Ibérie jeho mladší bratr Mago s početnými vojenskými sbory včetně slonů a válečných lodí.

### Sdílené velení
V následujících dvou letech se v Hispánii nepřihodila žádná významnější událost. Scipionové se potýkali s vážnými zásobovacími obtížemi a neměli dost sil k tomu, aby využili svého předchozího vítězství. Hasdrubal Římany nijak neznepokojoval, zřejmě z důvodu dalšího povstání Hispánů. Podle Appiána měl být společně s částí armády odvolán z Ibérie kvůli vzpouře numidského krále Syfaka v severní Africe, k níž došlo v roce 213 př. n. l. Někteří současní historikové se domnívají, že do bojů proti Syfakovi zasáhl jiný punský velitel téhož jména, jímž měl být Hasdrubal, syn Gisgona. Po Syfakově porážce dorazil Hasdrubal Gisgo v roce 212 př. n. l. do Ibérie.
V témže roce překročili Scipionové Hiberus a vytáhli do jihovýchodní Ibérie, ovládané Kartáginci. Dosáhli několika vítězství a přidala se k nim některá zdejší města. Poté, co přezimovali na nepřátelském území, pokračovali v roce 211 př. n. l. v ofenzívě na horním toku řeky Baetis (Guadalquivir) a rozdělili své sbory na dvě části. Publius Scipio se s většinou římských vojáků vydal proti spojeným armádám Hasdrubala Gisgona a Magona Barky. Gnaeus Scipio se s menší částí vlastních sil doplněných o 20 000 keltiberských žoldnéřů utábořil u města Amtorgis, nedaleko od Hasdrubala. Ten brzy poznal, že proti němu stojí jen malý počet Římanů. Úplatkem proto přesvědčil keltiberského náčelníka, aby se svými lidmi odtáhl domů, načež Římanům, opuštěným spojenci, nezbylo než se vydat na překotný ústup. Hasdrubal vzápětí překročil řeku, oddělující obě vojska, a pronásledoval prchající protivníky. Mezitím Hasdrubal Gisgo a Mago porazili a zabili Publia Scipiona a ihned po vítězství přispěchali za Hasdrubalem. Společnými silami přemohli rovněž Gnaea Scipiona, jenž přišel v boji o život.
Po smrti Scipionů se Hasdrubalovi a ostatním punským vojevůdcům naskytla šance skoncovat s Římany v Ibérii. Tuto jedinečnou příležitost ale patrně z důvodu vzájemných rozporů promarnili a dovolili zbytkům nepřátel uprchnout na severovýchod. Nejspíše již nepovažovali Římany za hrozbu a přestali jim věnovat pozornost. Hasdrubal se navíc mohl vydat na dlouho očekávanou výpravu do Itálie, avšak místo toho setrval v Ibérii.
Koncem roku 210 př. n. l. připlul do Ibérie Publius Cornelius Scipio, stejnojmenný syn jednoho z nedávno padlých Hasdrubalových protivníků. Punové rozptýlili svá vojska do různých částí poloostrova, čímž novému římskému veliteli umožnili, aby se na jaře následujícího roku náhlým výpadem zmocnil Nového Kartága. Hasdrubal dobýval tehdy jakési město na území kmene Karpeťanů ve střední části země, takže se nacházel přinejmenším deset denních pochodů od kartaginského hlavního města a nemohl Scipionovi zabránit v jeho dobytí.
Ztráta Nového Kartága způsobila, že mnohé hispánské kmeny, stojící dosud při Kartágincích, přešly k Římanům. Scipio podnikl v roce 208 př. n. l. výpravu do oblasti Castulonu, kde u města Baecula (Bailén) narazil na Hasdrubala. Jelikož Hasdrubalovo vojsko citelně oslabily dezerce Hispánů, nevyrovnalo se svojí velikostí Scipionovu. Punský velitel chtěl zřejmě oddálit střetnutí s Římany do příchodu ostatních punských armád a stáhl své muže na okolní pahorky. Po krátkém váhání se Scipio odhodlal k útoku na Hasdrubalovo výhodně položené obranné postavení a podařilo se mu zastihnout svého soka nepřipraveného. Hasdrubal nestihl seřadit svůj bitevní šik a dal přednost ústupu před bojem. Vzal svoji pokladnici a válečné slony a se značnou částí svého vojska se stáhl směrem na sever k řece Tagus (Tajo).

### Druhá kartaginská invaze do Itálie
Sotva několik dnů po bitvě u Baeculy došlo k setkání všech tří kartaginských velitelů. Na společné poradě, konané poblíž horního toku řeky Tagus, se dohodli, že Hasdrubal neprodleně vyrazí do Itálie, aby pomohl Hannibalovi zvrátit nepříznivou strategickou situaci. Podle Polybia uvažoval již před svedením bitvy o tom, že potáhne za svým starším bratrem. Ve druhé polovině roku 208 př. n. l. přešel s vojskem a deseti slony Pyreneje a přezimoval v jižní Galii. Tamější obyvatelé mu zajistili bezpečný průchod zemí. Zlatem, které s sebou přivezl, přesvědčil velký počet Galů, aby se přidali k jeho tažení. Na jaře roku 207 př. n. l. překročil Alpy, aniž by narazil na vážnější odpor. V Předalpské Galii sebral dále 8000 Ligurů, čímž zvýšil početní stav své armády na zhruba 30 000 jezdců a pěšáků.
Zprávy o Hasdrubalově snadném a rychlém postupu vyvolaly v Římě naprosté zděšení. Nově zvolený konzul Marcus Livius Salinator urychleně dokončil odvody a se dvěma legiemi se odebral do Předalpské Galie, kde se k němu připojily dvě legie místního propraetora. Jeho kolega Gaius Claudius Nero zamířil do jižní Itálie s úkolem napadat Hannibala a zpomalovat jeho pohyb. Ve snaze překazit spojení obou Kartáginců učinili Římané další opatření a po celém Apeninském poloostrově rozmístili dohromady 15 legií.
Za těchto okolností nezbývalo Hasdrubalovi než obejít nepřátele a rychle vyrazit na jih. Místo toho oblehl Placentii (Piacenza) a ztratil mnoho cenného času jejím marným dobýváním. Nakonec od obléhání upustil a pochodoval k pobřeží Jaderského moře. Současně vyslal k Hannibalovi několik kurýrů se zprávou, v níž mu sděloval, že se s ním hodlá setkat v Umbrii. Římané je poblíž Tarentu dopadli, načež se tato informace donesla ke konzulu Neronovi. V reakci na to vybral Nero ze svého vojska 7000 nejzdatnějších vojáků a usilovnými pochody je přivedl do tábora svého kolegy Livia, zdržujícího se u města Sena Gallica (Senigallia).
Římané chtěli příchod posil utajit před Hasdrubalem, jehož vojsko se nalézalo v těsné blízkosti. Punský velitel přesto vzápětí poznal, že proti němu stojí oba konzulové, a usoudil, že Hannibal musel utrpět vážnou porážku. Po západu slunce se pokusil odpoutat od Římanů, avšak noční ústup se proměnil ve zmatek. Druhý den ráno konzulové seřadili své muže do bitevní linie a přinutili Hasdrubala utkat se s nimi u řeky Metaurus. Střetnutí rozhodl Nero vyčleněním několika kohort, s nimiž vpadl do boku a týlu nepřátel. Když Hasdrubal seznal, že je boj ztracen, vrhl se do nejhustšího šiku nepřátel a zahynul hrdinskou smrtí. Hannibala zpravili Římané o výsledku bitvy drastickým způsobem, neboť do jeho tábora vhodili bratrovu uťatou hlavu.

### Prameny
- APPIÁNOS. Zrod římského impéria: římské dějiny. Praha: Svoboda, 1986
- LIVIUS. Dějiny IV, V. Praha: Svoboda, 1973, 1975
- POLYBIOS. Dějiny I, II, III. Praha: Arista, Baset, Maitrea, TeMi CZ, 2008, 2008, 2011. ISBN 978-80-86410-56-2 ISBN 978-80-86410-60-9 ISBN 978-80-86410-62-3